# Bolleke en Bonestaak
Bolleke en Bonestaak is een Vlaamse jeugdserie uit 1955 geregisseerd door Tone Brulin, gebaseerd op de strip Bulletje en Bonestaak van schrijver A.M. de Jong en tekenaar George van Raemdonck. Het was het eerste jeugdfeuilleton van de Vlaamse openbare omroep.
De serie bestaat uit negentien afleveringen, waarvan de eerste werd uitgezonden op 12 maart en de laatste op 24 december 1955. De rol van Bolleke werd gespeeld door Jef Burm en die van Bonestaak door Jos Simons. Een gastrol werd vertolkt door Bert Struys.
De serie werd opgenomen in Studio 6 van het Flageygebouw in Elsene en op zaterdagmiddag rechtstreeks uitgezonden.